# Blas Valera

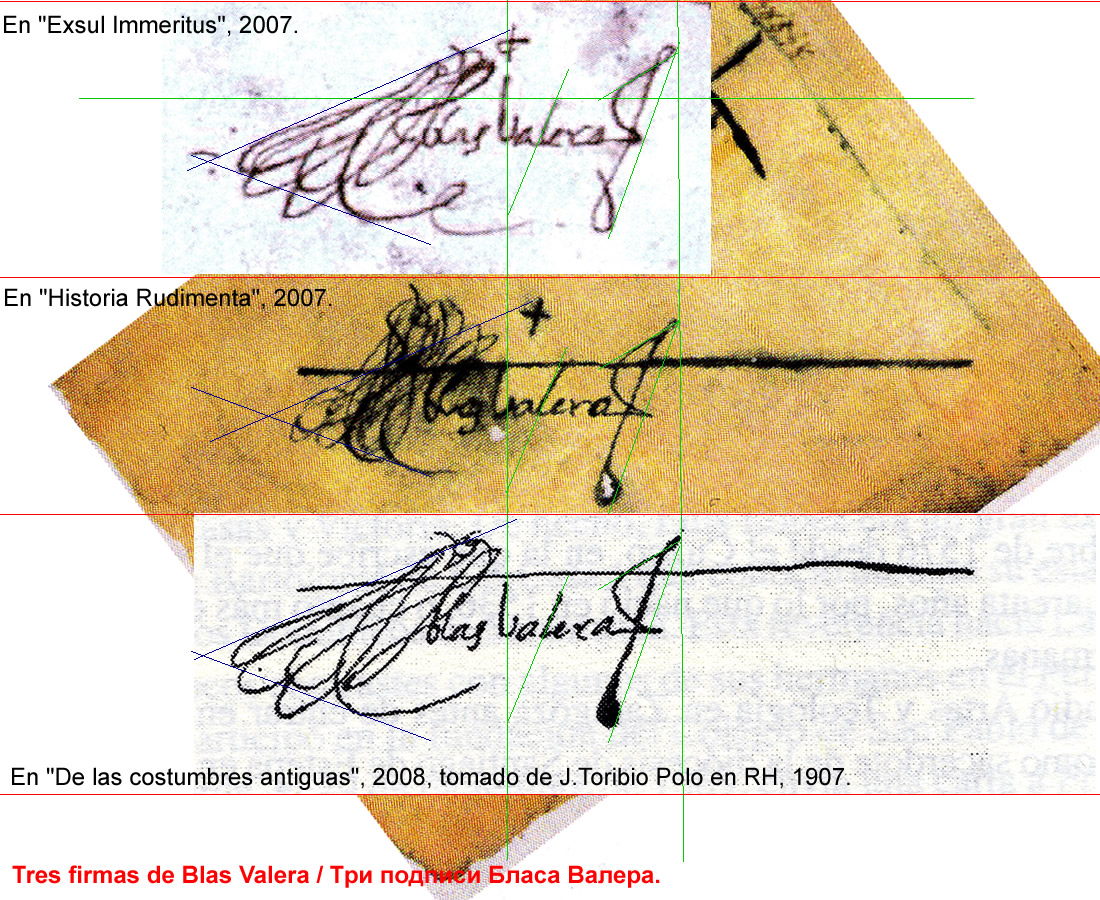
Tre firme di Blas Valera (collezione privata C. Miccinelli- Napoli)

Blas Valera Pérez (Llauantu, 3 febbraio 1545 – Alcalá de Henares, 2 aprile 1597) è stato un gesuita e scrittore peruviano naturalizzato spagnolo, che da sempre ha appassionato gli storici per la sua enigmaticità. La sua vita presenta aspetti oscuri che hanno alimentato interrogativi e leggende tanto più che le numerose opere che ha prodotto, quale scrittore fecondo e raffinato, sono conosciute solo attraverso le citazioni di altri autori. Facciamo - naturalmente - eccezione per la "Relación de las costumbres antigüas de los naturales del Pirú" che, pervenutaci anonima, gli è solitamente attribuita, ma non senza autorevoli contestazioni.

## Biografia

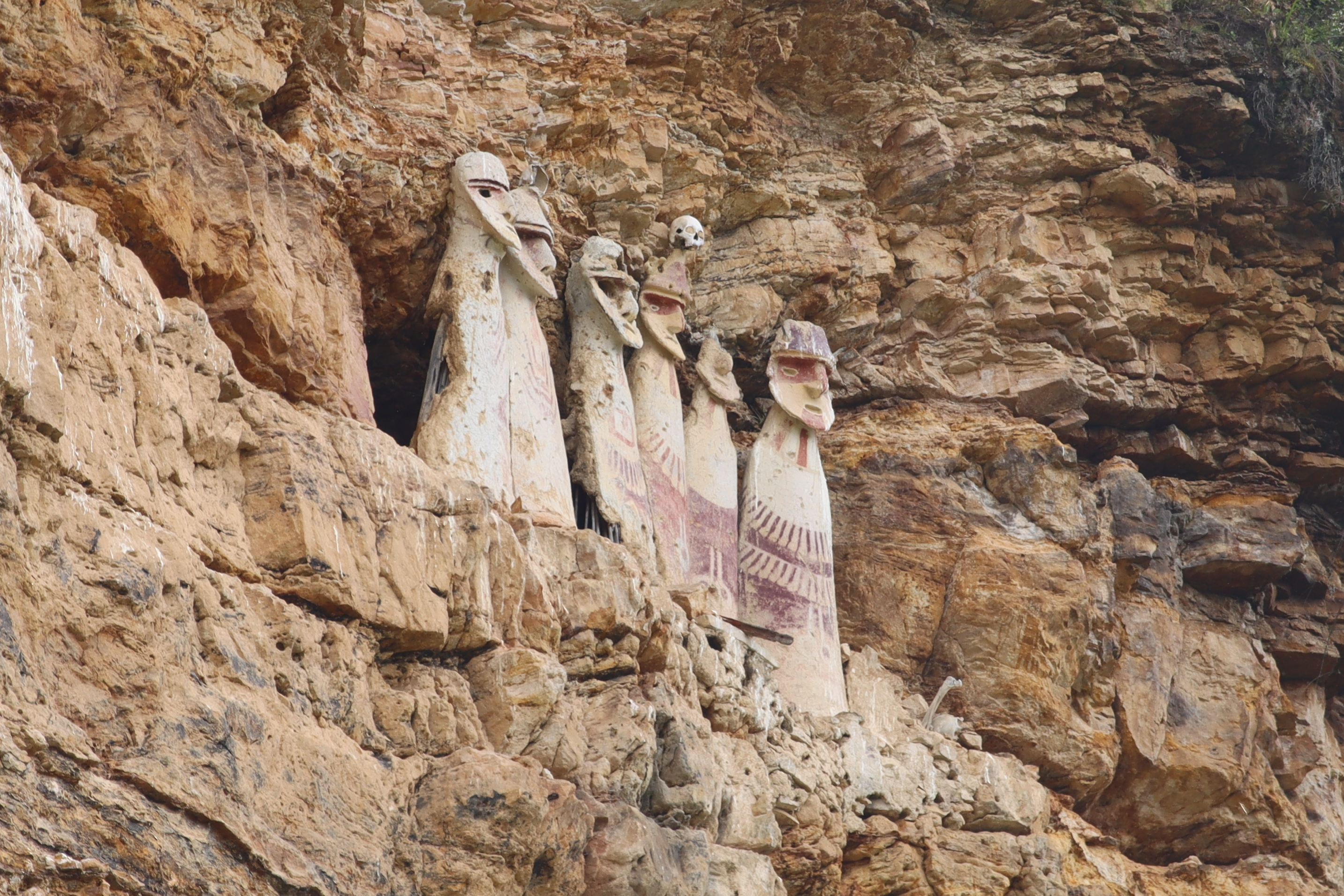
Sarcofagi preispanici della regione di Chachapoyas

Blas Valera nacque nel 1546 a Chachapoyas, sull'altipiano andino, da padre spagnolo e da madre indigena.
Il padre, Luis Valera, era uno dei primi "conquistadores" del Perù e la madre, Francisca Perez, era una india, fattasi cristiana come suggerisce il nome, probabilmente dell'entourage del defunto inca Atahuallpa.
Il fanciullo, malgrado fosse meticcio, fu accolto nella Compagnia di Gesù in cui entrò nel 1568 per condurvi due anni di studi preliminari e, successivamente, altri due anni di "Artes" e uno di "Theologia". Nel 1573, infine, venne ordinato sacerdote nella diocesi di Lima.
I giudizi sul nuovo confratello, conservati negli archivi dei padri teatini, sono lusinghieri: «È lettore di opere latine, ha buona salute, buona intelligenza e giudizio; ha talento per predicare e confessare gli indigeni, conosce bene la loro lingua e può anche leggere il latino con sufficienza. È umile e obbediente, recita le orazioni ed è affezionato alla Istituzione. È meticcio.»
La sua prima missione apostolica si svolse nel Nord del paese, a Huarochiri, in prossimità di Quito dove i gesuiti operavano per l'estirpazione dell'idolatria a fianco di Francisco de Avila. Il nuovo confratello diede prova di sapersi intendere perfettamente con gli indigeni e la sua conoscenza della lingua nativa fu assai apprezzata dalla reggenza dei Gesuiti che decise di trasferirlo al Cuzco. Anche qui gli indigeni si affezionarono al giovane gesuita. 

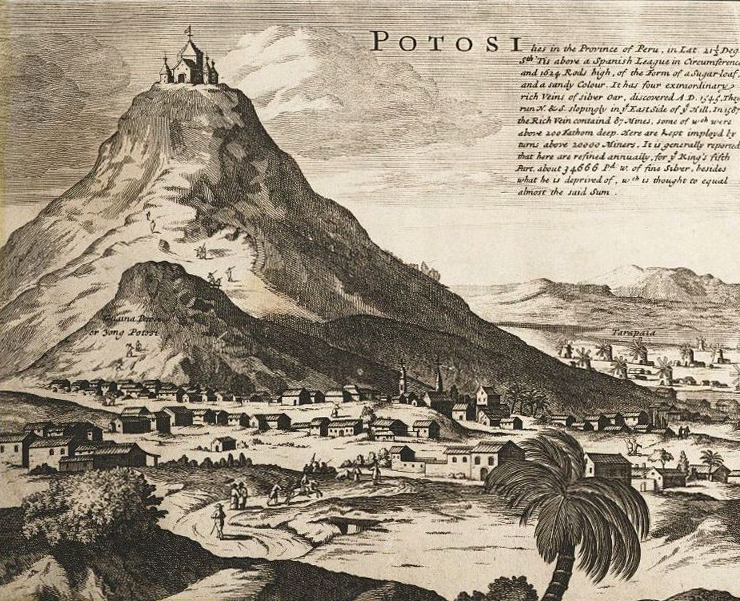
Potosí

Quando nel 1577 venne deciso di inviarlo a Potosí, una pacifica sollevazione dei suoi fedeli, appoggiata anche da residenti spagnoli, obbligò i suoi superiori a rimandare di qualche mese la sua partenza. Comunque nel 1578 Blas Valera faceva opera di evangelizzazione in Juli e successivamente a Potosí come gli era stato ordinato.
Nel 1582 o 1583 accadde però un fatto straordinario che avrebbe cambiato radicalmente la vita del religioso meticcio. Egli venne accusato di aver avuto rapporti intimi con una donna e venne allontanato dal luogo di predicazione.
Per un religioso dell'epoca la vicenda era assai grave e per una simile colpa erano previste punizioni severe. Tuttavia, in attesa che le superiori autorità romane si pronunciassero sul suo caso, Blas Valera, trasferito a Lima, si dedicò alla revisione di testi catechistici in quechua e all'insegnamento nel Collegio della città.
Solo nel 1587, sollecitata da istanze dei gesuiti peruviani, giunse infine la decisione del Superiore Generale di Roma, Claudio Acquaviva. Si trattava di un castigo esemplare.

Blas Valera doveva essere incoraggiato a lasciare la Compagnia di Gesù per passare ad un qualsiasi altro ordine ecclesiastico. In caso non avesse accettato doveva essere addetto per dieci anni ad uffici i più umili possibili. 
Per i primi quattro anni doveva essere sospeso "a divinis" e rinchiuso in luogo ristretto per digiunare e recitare Salmi ed altre orazioni. Per i successivi sei anni avrebbe potuto celebrare, in privato la Santa Messa e comunicarsi, ma non avrebbe potuto uscire dal luogo di ritenzione né comunicare con estranei.
Gli storici si domandano sul perché di questa punizione eccessiva. La colpa accreditata al gesuita meticcio era sì grave, ma non abbastanza per giustificare una simile pena. Casi analoghi erano stati regolati con castighi ben più moderati e di durata molto inferiore.
La condanna più severa che si ricordi era stata comminata ad un frate impedito, per quattro anni, di lasciare il convento e di confessare donne.
Comunque, nel 1591, venne deciso di inviare il reo in Spagna per scontarvi il resto della condanna. Le privazioni fisiche e morali avevano, però, minato la salute di Blas Valera e costrinsero i suoi superiori a rimandare il viaggio trattenendolo dapprima a Quito e successivamente a Cartagena.
Solo nel 1595 poté essere inviato a Cadice, in Spagna, dove giunse dopo essere sbarcato a Lisbona. La fermezza del Generale dell'Ordine lo seguì anche nella penisola iberica e ulteriori istruzioni ingiunsero ai suoi superiori, quasi fossero dei carcerieri, di sorvegliarlo attentamente e di impedirgli una possibile fuga. Il tempo non mitigò di molto l'inflessibilità della direzione romana. Poiché il priore del convento, in cui era rinchiuso Blas Valera, gli aveva permesso di tenere delle lezioni nel locale Collegio dei gesuiti, giunse un ordine perentorio per impedire al gesuita penitente di tenere dei corsi di grammatica.
Questa proibizione di parlare ad altri di "grammatica" alimenterà in seguito molte polemiche tra gli storici che si sono occupati della vicenda.
Rimasto ferito nel sacco di Cadice del 1596, Blas Valera, all'età di 51 anni si spense infine lontano dalla sua patria, probabilmente a Malaga secondo quanto risulta da una concisa nota conservata negli archivi dei gesuiti.

## Opere
Garcilaso inca de la Vega parla diffusamente nella sua opera principale (Commentarios reales) di una storia degli imperi incaici scritta da Blas Valera, che, ammette di aver ampiamente adoperato per la stesura della sua pubblicazione.
Questa storia, del gesuita meticcio, sarebbe stata scritta in latino e sarebbe stata salvata, pur mutilata e malridotta, dal sacco di Cadice. L'autore l'avrebbe ricevuta, nel 1600, a mano di un altro gesuita, il padre Pedro Maldonado de Saavedra.
Si tratta con ogni probabilità de la "Historia occidentalis" che altri autori riconoscono opera di Blas Valera e che non è giunta a noi se non attraverso i richiami effettuati da Garcilaso.
Un altro autore, Anello Oliva, anche lui gesuita e anche lui di stanza in Perù, assicura di aver consultato un vocabolario commentato già appartenuto a padre Blas de Valera che, peraltro, si fermava alla lettera "H". Questa originalissima opera gli avrebbe consentito di apprendere la storia delle origini degli inca e, in particolare, l'esistenza di altre dinastie precedenti quella ufficiale. Anche di questo manoscritto si è persa ogni traccia.
Infine, riscontriamo che il Padre Blas de Valera è indicato dai più come il probabile autore del manoscritto anonimo a titolo "Relación de las costumbres antigüas de los naturales del Pirú". Quest'ultimo documento, attualmente depositato nella "Biblioteca Nacional de Madrid", è stato oggetto per la prima volta di pubblicazione nel 1879 a cura dello storico Marco Jimenez de la Espada e da allora non ha cessato di essere al centro di dispute tra gli esperti sulla paternità o meno di Blas Valera.
Giova osservare che i più accreditati ricercatori propendono, in stragrande maggioranza, per l'attribuzione dell'opera in questione al gesuita meticcio.

## Una polemica di inizio novecento
Il celebre americanista Manuel Gonzáles de la Rosa intervenne nel 1907 su una rivista storica peruviana denunciando quello che, a suo parere, era un plagio da parte di Garcilaso de la Vega. Secondo la sua denuncia, l'autore dei Commentarios reales aveva bellamente copiato l'opera di Blas Valera di cui era entrato in possesso integralmente. Solo così si spiegavano i ricordi tanto netti dell'autore su fatti che risalivano alla sua gioventù, ovvero a quaranta anni prima. Parimenti denunciava come un altro plagio l'ulteriore sua opera, "La Florida del inca", atteso chi vi si trattava della spedizione di De Soto in Florida, un paese che Garcilaso non aveva mai visitato.
Un allora giovane studioso peruviano raccolse la sfida. Si trattava di José de la Riva Agüero, destinato a diventare un famoso storico di antichità peruviane.
Secondo lui Gonzáles de la Rosa era in errore proprio perché Garcilaso aveva copiosamente citato la fonte dell'opera di Blas Valera, cosa che non avrebbe mai fatto se si fosse trattato di un plagio.
Prontamente arrivò una replica. Garcilaso aveva scoperto l'arte dello scrivere solo in vecchiaia, il che faceva sospettare l'uso di scritti altrui ed inoltre la parte più penetrante della sua opera era quella riguardante la storia di Chachapoyas che, guarda caso, era la contrada di origine di Blas Valera che invece l'autore dei Commentarios non aveva mai conosciuto.
Nel ribattere, il suo antagonista introdusse un nuovo argomento polemico. Non vi era certezza che Blas Valera fosse l'autore della "Relación" e neppure del "Vocabolario", atteso che le nozioni storiche in essi contenute erano confuse ed arbitrarie mentre Garcilaso parlava del gesuita come di uno spirito di massima saggezza.
A questo punto la polemica si trascinò tra sterili contestazioni, ma la questione fondamentale era stata posta: Blas Valera era o no l'autore della "Relación de las costumbres antigüas de los naturales del Pirú" ?
Cinquant'anni dopo, l'autorità di un grande maestro, Raúl Porras Barrenechea, avrebbe definitivamente risolto la questione. Secondo lui Gonzáles de la Rosa aveva avuto torto ad accusare Garcilaso di plagio, ma anche Riva Agüero si era sbagliato negando la identità di Blas Valera e del religioso anonimo autore della "Rélación" che venne, da allora, definito il "Gesuita fantasma".

## Polemiche successive al ritrovamento della cosiddettaCollezione Miccinelli
La memoria del Padre Blas Valera ha continuato a suscitare dibattiti e polemiche, anche negli anni novanta, quando sono riprese con maggior virulenza le dispute legate al suo nome.

### Antefatto
Dal 1990 l'italiana Laura Laurencich Minelli ha presentato manoscritti, denominati documenti Miccinelli, dal nome della proprietaria; in essi si afferma che Blas Valera visse anni dopo il 1597 e tornò in Perù dove compose il famoso Nuovo cronica buon governo e finora attribuito al cronista indigeno Felipe Guaman Poma de Ayala. Parte del mondo accademico ha respinto tali documenti, come Alfredo Alberdi Vallejo crede di aver dimostrato nel suo lavoro sullo scrittore quechua (Berlino, 2010) e Rolena Adorno e Juan Carlos Estenssoro (Paris, 1997).
Ci sono molte critiche sui due documenti, la carta, le tinte, le lettere, l'uso del linguaggio quechua, spagnolo, latino oltre a problemi storici. Le analisi grafologiche e delle materie utilizzate, effettuate da autorevoli istituti, confermano tuttavia sia l'epoca che la genuinità dei materiali utilizzati nel corpus documentario Miccinelli. Guaman Poma de Ayala è il principe dei cronisti indigeni ed è lui che ha scritto "Nueva coronica y buen gobierno".

### La decifrazione dei quipu
I due documenti HISTORIA ET RUDIMENTA LINGUAE PIRUANORUM EXSUL IMMERITUS BLAS VALERA POPULO SUO, per alcuni sono documenti falsi d'epoca. L'italiana Laura Minelli volle costruire un linguaggio falso degli Incas, non è la prima volta che qualcuno vuole farlo. Già nel 1750 Raimondo Di Sangro creò un linguaggio inca falso, anche i quipus dei
due documenti presentati dall'italiana Laura Minelli e i quipus di Raimondo Di Sangro sono simili.

Immagine di un Quipu.

L'antropologo americano Sabine Hyland
ha trovato un kipu board scoperto in una chiesa
coloniale ad Ancash.
La tabella quipu è
una tabella di legno che è composta
da una serie di nodi,
colori e dimensioni diverse collocato
uno sotto l'altro sul tavolo, e accanto a ciascuno di questi quipu vi era una parola scritta
in spagnolo. Si dice che sia una lista di 282 nomi,
di cui 177 di questi nomi sono accompagnati dai rispettivi quipu.